# Antoon Hubben

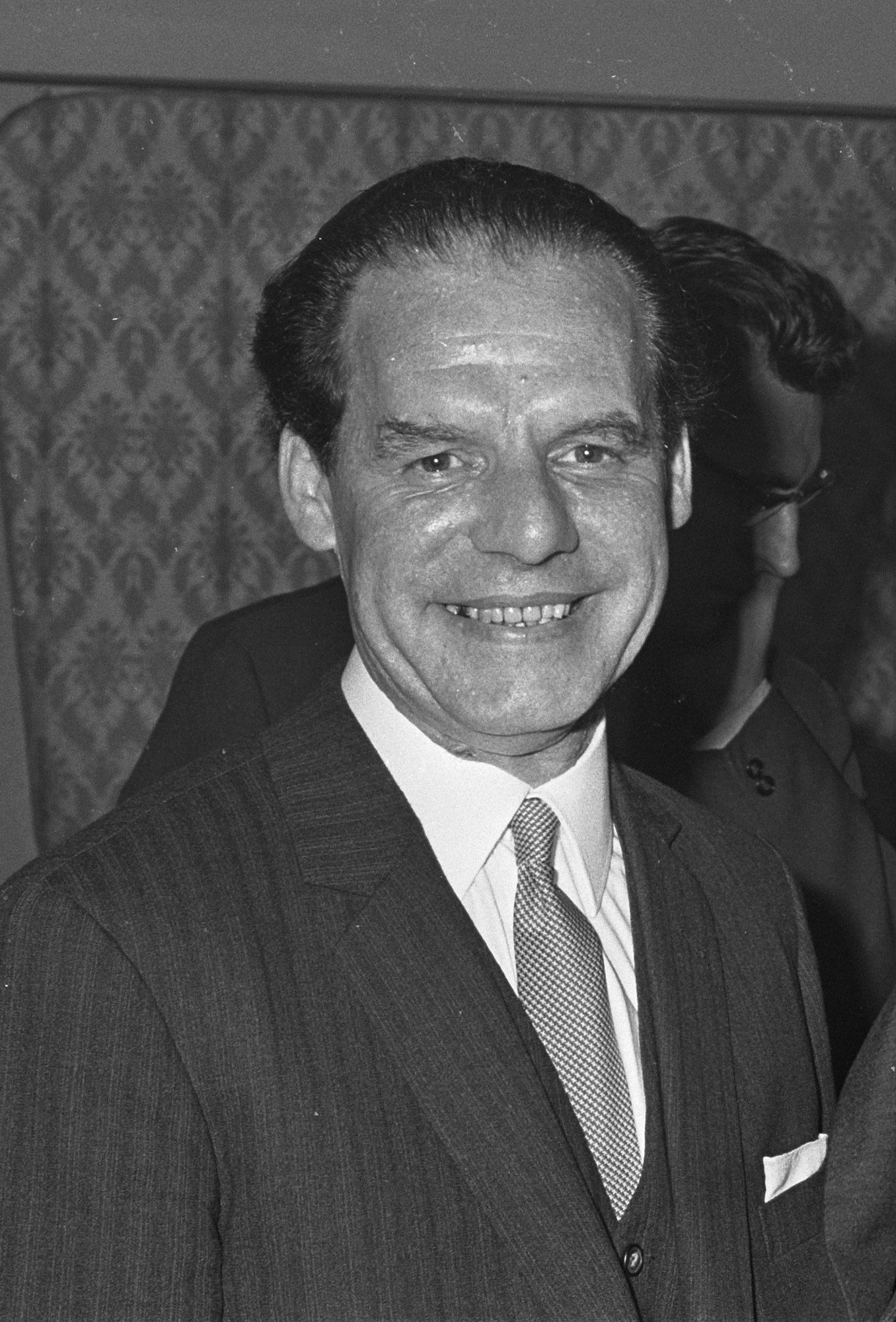
A.J. Hubben, voorzitter van de Katholieke Vereniging van Mijnbeambten, 1967

Antoon Joseph Hubben (Nieuwenhagen, 2 april 1919 – Kerkrade, 11 juli 1992) was een Nederlands vakbondsbestuurder en vervolgens politicus van de KVP en later het CDA.
Kort na zijn geboorte verhuisde het gezin naar Chevremont en vader werkte in die tijd in de mijnen van Laura en Vereeniging. Na in 1935 zijn hbs-diploma gehaald te hebben, trad hij eerst in dienst bij een accountantskantoor en vervolgens ging hij werken bij het Algemeen Mijnwerkersfonds (AMF). Later maakte hij de overstap naar de administratie van Laura en Vereeniging. 
Eind 1944 werd in het bevrijde Limburg de Katholieke Vereniging van Mijnbeambten (KVM) opgericht waarvan hij kort daarop lid werd. In 1952 kwam hij in het bestuur van de KVM en in 1960 werd hij daarvan de secretaris-penningmeester. Begin 1965 volgde hij Antoine Hennekens op als KVM-voorzitter waarna hij al snel te maken kreeg met mijnsluitingen in Limburg. In 1972 fuseerden soortgelijke bonden die behoorden tot de Nederlands Katholiek Vakverbond (NKV) tot de Unie van Beambten, Leidinggevend en Hoger Personeel (Unie BLHP, wat later De Unie werd) waarvan hij de voorzitter werd. Nadat het NKV besloten had te gaan fuseren met de van oorsprong socialistische NVV besloot de Unie BLHP per 1 januari 1975 uit de NKV te stappen. 
In augustus 1976 werd Hubben benoemd tot burgemeester van Maasbree, wat hij tot zijn pensionering in mei 1984 zou blijven. In 1991 verscheen het door hem geschreven boek Veel verloren ... niet vergeten : Kerkrade en vakbeweging (ISBN 9070246163). Midden 1992 overleed hij op 73-jarige leeftijd. In Kerkrade is naar hem de Antoon Hubbenstraat vernoemd.
- International Standard Name Identifier: 0000 0003 9498 4591
- Nederlandse Thesaurus van Auteursnamen: 072986042
- Virtual International Authority File: 289618964
- WorldCat: E39PBJwD6C899VCDcy3T84kYyd